# Qianjiang Group
Zhejiang Qianjiang Motorcycle Group Co., Ltd. (abbreviato in Qianjiang Group o semplicemente in QJ Group, o QJMotor) è un'azienda cinese, produttrice principalmente di motociclette e scooter, ma anche di quadricicli, bici elettriche, rasaerba, golf cart, generatori, pompe e altre attrezzature per la cura del giardino.

## Storia

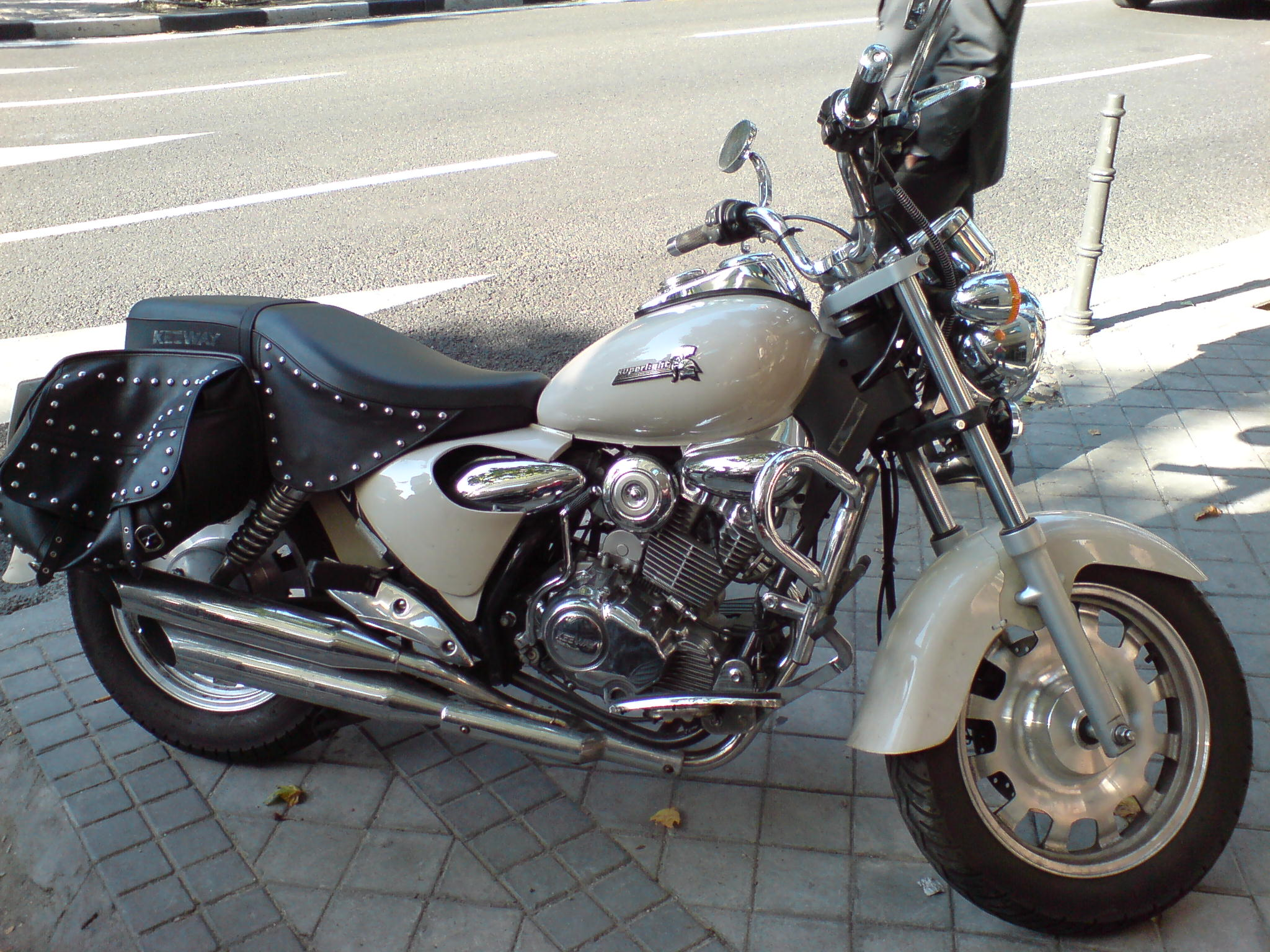
Una Keeway Superlight 125.

Ha sede a Wenling, a 480 km da Shanghai e dà lavoro a 14.000 persone, producendo ogni anno 1.200.000 veicoli a due ruote e oltre 2 milioni di motori. Lo stabilimento copre un'area di 670.000 metri quadrati, con sofisticate macchine a controllo numerico per la lavorazione dei componenti importate da Germania, Italia e USA. I propri motocicli vengono commercializzati in Cina con i marchi QJiang (modelli di fascia bassa) e QJMotor (modelli di fascia media).
Dal 1999 sui mercati esteri commercializza i suoi modelli con il marchio Keeway. Nel 2005 la Qianjiang ha acquisito la Benelli, storica casa motociclistica italiana con sede a Pesaro nelle Marche. Nel 2006 ha vinto il premio per l'industria motociclistica come esportatore dell'anno; infatti circa il 20% della produzione viene venduto oltre confine.
L'azienda, che ha un capitale di più di 750 milioni di dollari, dal 1999 è presente sul listino della Borsa di Shenzhen. Infine ha ottenuto la certificazione ISO 9001. Dal settembre del 2016 il pacchetto azionario di maggioranza (29.8%) della società è controllato dal colosso cinese Geely Holding Group. Nel 2019 stringe un accordo con Harley-Davidson per la produzione in Cina di motocicli a marchio Harley destinati al solo mercato locale.
A settembre 2020 viene annunciata una partnership commerciale con MV Agusta in cui il gruppo QJ distribuirerà le moto italiane sul mercato cinese curandone la rete di vendita e assistenza. Tale accordo successivamente si evolverà in partnership industriale che vede la progettazione congiunta tra i due costruttori dei nuovi modelli della famiglia Lucky Explorer 5.5 e 9.5 con la Qianjiang fornitrice di componenti per la produzione dei due modelli.
Nel dicembre 2021 il gruppo Qianjian stringe una partnership con l’italiana VRM Group per la realizzazione di una joint venture, la Zhejiang Mazhuoke Machinery Manufacturing, destinata a produrre forcelle e sospensioni per motociclette a marchio Marzocchi in Cina.
Ad aprile 2024 tramite Keeway acquista anche il marchio italiano Morbidelli, iniziando anche la produzione di motocicli a marchio Morbidelli MBP.

## Attività agonistica
Nel 2023 viene resa nota l'intenzione di Qianjiang Group di entrare nel mondo delle competizioni motociclistiche. L'esordio avviene in occasione del Gran Premio di Catalogna nel Campionato mondiale Supersport del 2024. In questa prima annata viene schierata un'unica SRK 800 RR affidata al pilota italiano Raffaele De Rosa ed iscritta anche alla classifica della World Supersport Challenge. Il progetto vede l'appoggio di Puccetti Racing (già impegnato nel mondiale con Kawasaki). Con questa partecipazione QJ Motor diviene la seconda casa motociclistica cinese a cimentarsi nei campionati per motociclette derivate dalla serie dopo Kove, la cui 321RR gareggia nel campionato delle Supersport 300 dalla stagione precedente.
Prima del 2024 QJ Motor aveva già portato il proprio marchio all'interno delle corse motociclistiche in qualità di Title Sponsor per il team Avintia Racing in Moto3; a partire dalla stagione successiva compare sulle motociclette di Gresini Racing.
Il primo campionato, con annesso sviluppo in pista della moto, si chiude senza punti (sebbene in occasione del Gran premio dell'Estoril De Rosa ci arrivi molto vicino) ma qualificandosi sempre per le gare.